# Hofmaier (Patriziergeschlecht)
Hofmaier, auch Hofmair, Hofmay(er)r, Hofmey(e)r, war der Name eines Augsburger Patriziergeschlechts, das 1538 als eines der acht „noch blühenden alten Geschlechtern“ bezeichnet wurde und 1577 im Mannesstamm erlosch.

## Geschichte

### Richter-Zweig
Der Familienname der zunächst ein Hofamt beschrieb, ist in Augsburg seit dem 13. Jahrhundert nachweisbar. Möglicherweise oblag den Dienstmannen mit richterlichen Befugnissen, die Oberverwaltung der bischöflichen Maierhöfe, darunter des Augsburger Fronhofes. 1284/85 erscheinen als Zeugen Walther und Heinrich „die Hofmaier“. 1327 bezeichnet eine Urkunde Albrecht „den Hofmaier“ als Kellerer des Klosters St. Ulrich und Afra. 1335 ernannte Kaiser Ludwig der Bayer Ulrich Hofmaier zum Protonotar und Mitglied der Reichskanzlei, der in diplomatischer Mission u. a. nach Avignon, Paris, Venedig und Antwerpen reiste. 1330 stiftete ein „Magister Ulricus dictus Hofmaiger“ mit Zustimmung seiner nicht genannten Frau ein ewiges Licht im Kloster St. Ulrich und Afra. 1330 kaufte Ulrich „der Hofmaier“ von Vikar Heinrich den Härpfen, einen Hof zu Gersthofen, welcher er von Bertold, Truchsess von Kühlenthal zum Lehen hatte. 1339 erhielt ein Ulricus Hofmeir aus Biberbach, Stiefsohn eines Langenmantels das Augsburger Bürgerrecht. Aus seiner Ehe mit Agnes Gollenhöfer gingen die Söhne Ulrich und der Chorherr von St. Moritz Albrecht Hofmaier hervor. 1338 bezeichnet der Augsburger Bischof einen „Meister Ulrich“ als „unseren Hofmaier“.

### Apotheker-Zweig

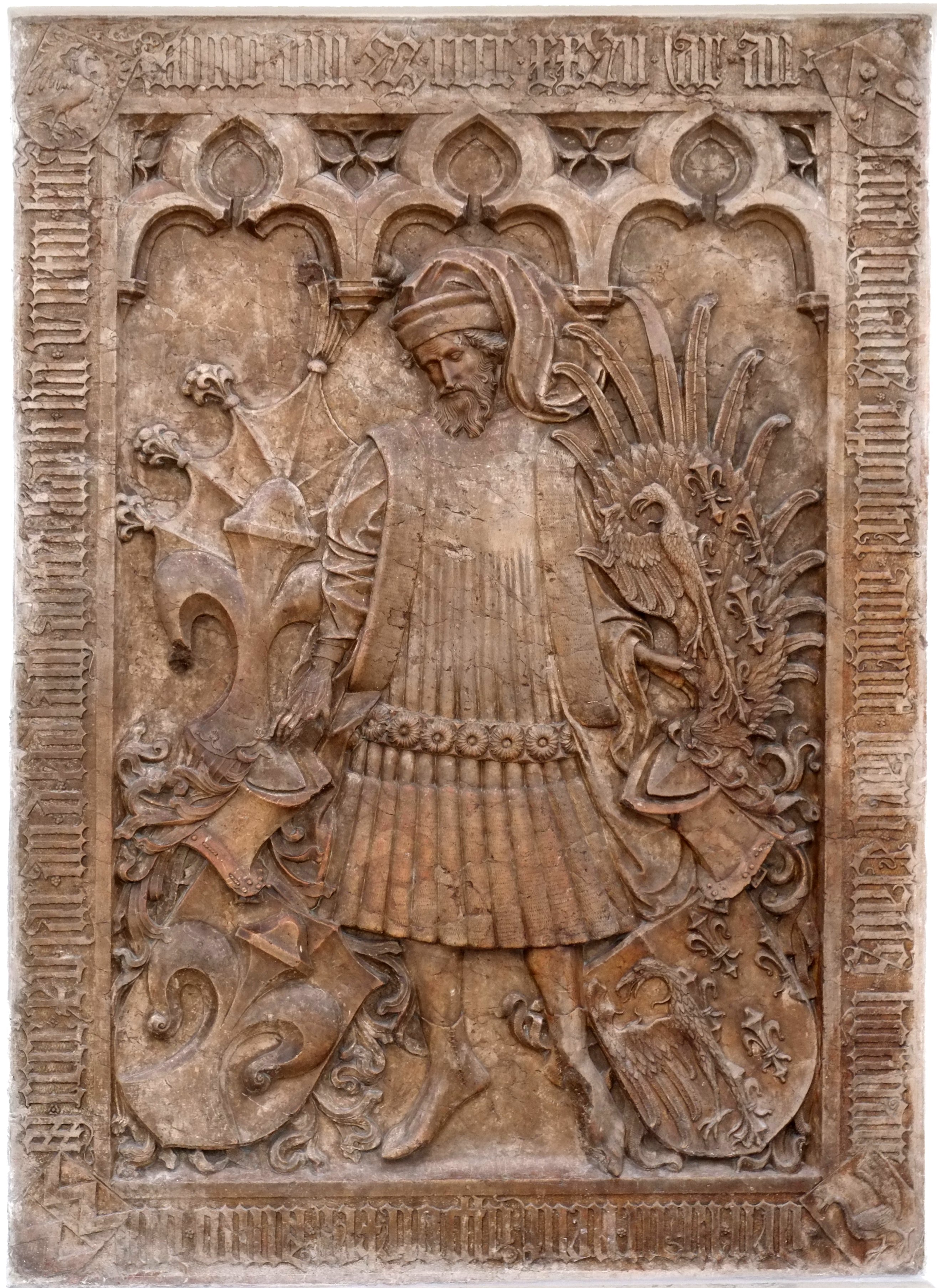
Epitaph für Claus Hofmaier in der Pfarrkirche St. Moritz in Augsburg

1342 bekleidete der Apotheker Friedrich Hofmaier das Amt eines Augsburger Ratsherren. Dessen Sohn Claus Hofmaier war ebenfalls Apotheker. Das von seinem Vater übernommene Haus der Familie, als Marienapotheke bezeichnet, befand sich in der Nähe der Pfarrkirche St. Moritz. In dieser befindet sich das Epitaph von Meister Ulrich Wolfhartshauser für Claus Hofmaier und seine Frau Barbara, der Tochter des Protonotars Ulrich Hofmaier. 1419 fungierte ein Ulrich Hofmaier als Augsburger Richter. 1438 wurde der Kaufmann Sigismund Hofmaier und bis 1500 Georg Hofmaier als Mitglied des Rates erwähnt. Der Enkel von Hans, Georg Hofmayer nahm 1477 als einer von sechs bayerischen Edelleuten an einem Turnier teil. 1473 erscheint Georg Hofmayer als Besitzer des Unteren Schlosses in Leitershofen. 1478 verkauften die Eheleute Hans und Barbara Hofmaier das Gut Agawang einschließlich Kirchensatz und Gericht an das Augsburger Domkapitel. Der Enkel von Sigismund, Franz Hofmaier besaß ein Reichslehen in Mertingen, das 1513 seiner Frau Magdalena Hämmerlin von Kaiser Maximilian I. bestätigt wurde. 1538 wurde die Familie als eines der acht noch blühenden „alten Geschlechter“ bezeichnet. Mit dem Tod von Hans Hofmaier, dem Sohn von Franz, ist die Familie 1577 im Mannesstamm erloschen.

## Wappen

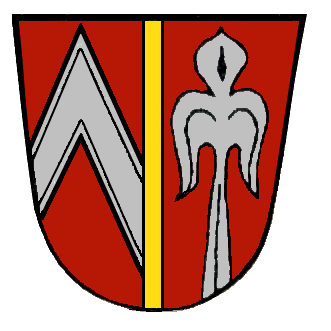
Wappen von Agawang mit der silbernen Gleve der Hofmaier

Die Hofmaier führten als Wappenfigur eine silberne Gleve, die unten in einer eingepropften, eingebogenen Spitze ausläuft. Auf dem Helm mit rot-silbernen Helmdecken ein rundherum in sieben Zacken auslaufendes Schirmbrett, mit dem Schildbild bezeichnet und an den Zacken mit goldenen Quasten an goldenen Knöpfen besteckt. Das dem Protonotar Ulrich Hofmaier vom Kaiser verliehene Amtswappen zeigte einen halben Reichsadler und ein Lilienmuster („Karlswappen“).

## Angehörige
- Claus Hofmair († 1427), Augsburger Apotheker
- Ulrich Hofmaier († 1346), deutscher Diplomat